# (73806) 1995 SL21
(73806) 1995 SL21 – planetoida z pasa głównego asteroid okrążająca Słońce w ciągu 3,61 lat w średniej odległości 2,35 j.a. Odkryta 19 września 1995 roku.